# Bigelowia
Bigelowia é um género botânico pertencente à família Asteraceae.